# Fort Lauderdale–Hollywood nemzetközi repülőtér
A Fort Lauderdale–Hollywood nemzetközi repülőtér (IATA: FLL, ICAO: KFLL) az Amerikai Egyesült Államok egyik jelentős nemzetközi repülőtere. Florida államban, Fort Lauderdale közelében található. Éves utasforgalma 31 686 404 fő (2022).

## Futópályák
A repülőtér futópályái:
- 10L/28R (9000 ft, 150 ft, aszfalt)
- 10R/28L (8000 ft, 150 ft, beton)

## Légitársaságok és úticélok
2023-ban a Fort Lauderdale–Hollywood nemzetközi repülőtérről az alábbi járatok indulnak:

### Személy
| Légitársaság            | Célállomások | Refs   |
| ----------------------- | --- | ------ |
| Air Canada              | Szezonális: Montréal–Trudeau, Toronto–Pearson | [ 2 ]  |
| Air Canada Rouge        | Montréal–Trudeau, Toronto–Pearson Szezonális: Ottawa | [ 2 ]  |
| Air Transat             | Montréal–Trudeau, Québec City, Toronto–Pearson Szezonális: Halifax | [ 3 ]  |
| Alaska Airlines         | Seattle/Tacoma Szezonális: Los Angeles, Portland (OR), San Diego, San Francisco | [ 4 ]  |
| Allegiant Air           | Akron/Canton, Allentown, Appleton, Asheville, Belleville/St. Louis, Charlotte/Concord, Cincinnati, Columbus–Rickenbacker, Fayetteville/Bentonville, Greenville/Spartanburg, Harrisburg, Indianapolis, Knoxville, Lexington, Louisville, Memphis, Norfolk, Peoria, Plattsburgh, Sioux Falls, Syracuse Szezonális: Bangor, Cedar Rapids/Iowa City (kezdődik 2023. november 17-től), Des Moines, Flint, Grand Rapids, Nashville (kezdődik 2023. november 16-tól) | [ 7 ]  |
| American Airlines       | Charlotte, Dallas/Fort Worth, Philadelphia, Washington–National Szezonális: Chicago–O'Hare, Los Angeles | [ 9 ]  |
| Avelo Airlines          | New Haven (CT), Wilmington (DE), Wilmington (NC) | [ 10 ] |
| Avianca                 | Bogotá | [ 11 ] |
| Azul Brazilian Airlines | Belém, Belo Horizonte–Confins, Campinas, Manaus, Recife | [ 12 ] |
| Bahamasair              | Freeport, Nassau | [ 13 ] |
| BermudAir               | Bermuda | [ 14 ] |
| Caribbean Airlines      | Port of Spain | [ 15 ] |
| Copa Airlines           | Panama City–Tocumen | [ 16 ] |
| Delta Air Lines         | Atlanta, Boston, Cincinnati, Detroit, Los Angeles, Minneapolis/St. Paul, New York–JFK, New York–LaGuardia, Raleigh/Durham, Salt Lake City, Seattle/Tacoma | [ 17 ] |
| El Al                   | Tel Aviv | [ 18 ] |
| Flair Airlines          | Toronto–Pearson Szezonális: Kitchener/Waterloo, Montréal–Trudeau, Ottawa | [ 19 ] |
| Frontier Airlines       | Atlanta, Buffalo, Chicago–Midway, Cleveland, Long Island/Islip, Philadelphia, Phoenix–Sky Harbor, Trenton | [ 20 ] |
| JetBlue                 | Albany, Atlanta, Austin, Bogotá, Boston, Buffalo, Cancún, Charleston (SC), Guayaquil, Hartford, Jacksonville (FL), Kingston–Norman Manley, Las Vegas, Lima, Los Angeles, Medellín–JMC, Montego Bay, Nashville, Nassau, Newark, New Orleans, New York–JFK, New York–LaGuardia, Port-au-Prince, Providence, Punta Cana, Quito, Raleigh/Durham, Richmond, Salt Lake City, San Diego, San Francisco, San José (CR), San Juan, Santo Domingo–Las Americas, Tallahassee (kezdődik 2024. január 4-től), Washington–National, White Plains, Worcester Szezonális: Aguadilla, Hayden/Steamboat Springs | [ 22 ] |
| Porter Airlines         | Ottawa, Toronto–Pearson ( 2023. november 30-tól) | [ 24 ] |
| Silver Airways          | Freeport, Gainesville, George Town, Governor's Harbour, Jacksonville (FL), Key West, Marsh Harbour, North Eleuthera, Orlando, Providenciales (kezdődik 2023. december 15-től), Savannah, South Bimini, Tallahassee, Tampa | [ 26 ] |
| Southwest Airlines      | Atlanta, Austin, Baltimore, Cancún (vége 2024. június 3-tól), Chicago–Midway, Chicago–O'Hare, Columbus–Glenn, Dallas–Love, Denver, Grand Cayman (vége 2024. június 3-tól), Havana, Houston–Hobby, Indianapolis, Kansas City, Milwaukee, Montego Bay, Nashville, Nassau (vége 2024. június 3-tól), New Orleans, Orlando, Pittsburgh, Providenciales (vége 2024. június 3-tól), Punta Cana (vége 2024. június 3-tól), Raleigh/Durham, San Juan, St. Louis, Tampa, Washington–National Szezonális: Albany, Buffalo, Hartford, Las Vegas, Long Island/Islip, Louisville, Manchester (NH), Minneapolis/St. Paul, Omaha (kezdődik 2024. január 13-tól), Philadelphia, Phoenix–Sky Harbor, Providence, Rochester (NY), San Antonio | [ 30 ] |
| Spirit Airlines         | Aguadilla (vége 2023. december 3-tól), Armenia (Colombia), Aruba, Atlanta, Atlantic City, Austin, Baltimore, Barranquilla, Bogotá, Boston, Bucaramanga, Cali, Cancún, Cap-Haïtien, Cartagena, Charleston (SC), Charlotte, Chicago–O'Hare, Cleveland, Columbus–Glenn, Dallas/Fort Worth, Denver (vége 2024. január 9-től), Detroit, Guatemala City, Guayaquil, Hartford (újrakezdődik 2023. november 15-től), Houston–Intercontinental, Indianapolis, Kingston–Norman Manley, Las Vegas, Los Angeles, Louisville, Managua, Manchester (NH), Medellín–JMC, Milwaukee, Montego Bay, Myrtle Beach, Nashville, Newark, New Orleans, New York–LaGuardia, Norfolk, Orlando, Pensacola, Philadelphia, Phoenix–Sky Harbor, Pittsburgh, Port-au-Prince, Punta Cana, Raleigh/Durham, Richmond, San Antonio, San José (CR), San Juan, San Pedro Sula, San Salvador, Santiago de los Caballeros, Santo Domingo–Las Américas, St. Croix, St. Louis, St. Maarten, St. Thomas, Tampa, Tegucigalpa/Comayagua, Tulum (kezdődik 2024. március 28-tól) Szezonális: Kansas City, Minneapolis/St. Paul, Oakland | [ 35 ] |
| Sun Country Airlines    | Szezonális: Minneapolis/St. Paul | [ 36 ] |
| United Airlines         | Chicago–O'Hare, Cleveland, Denver, Houston–Intercontinental, Newark, San Francisco, Washington–Dulles | [ 37 ] |
| Western Air             | Nassau | [ 38 ] |
| WestJet                 | Toronto–Pearson Szezonális: Calgary | [ 39 ] |

### Cargo
| Légitársaság          | Célállomások |
| --------------------- | --- |
| FedEx                 | Atlanta, Dallas/Fort Worth, Fort Worth/Alliance, Orlando, Greensboro, Indianapolis, Jacksonville, Memphis, Newark |
| FedEx Feeder          | Key West, Marathon                                                                                                |
| United Parcel Service | Louisville, Miami, Ontario (CA), Orlando                                                                          |

## Forgalom
Az utasforgalom az elmúlt években az alábbi módon változott:
| Utasok száma | 41 335 | 185 058 | 1 867 877 | 6 221 150 | 7 933 054 | 9 172 308 | 15 860 004 | 22 621 698 | 26 941 671 | 31 686 404 |
|              | 1957   | 1964    | 1971      | 1979      | 1986      | 1993      | 2000       | 2008       | 2015       | 2022       |